# Chiesa di Santa Maria Presentata al Tempio
La chiesa di Santa Maria presentata al Tempio è la chiesa parrocchiale di Prova, frazione di San Bonifacio in provincia di Verona e diocesi di Vicenza; fa parte del vicariato di San Bonifacio-Montecchia di Crosara, più precisamente dell'Unità Pastorale San Bonifacio.

## Storia
Il primo nucleo abitato di Prova si formò nei pressi della chiesetta di San Biagio, proprietà della famiglia Cavalli assieme all’edificio padronale più noto come Villa Carlotti, visto che questa famiglia acquisì le proprietà dei Cavalli in più tempi.
Prova, grazie ai lavoratori agricoli alle dipendenze dei Carlotti, passò dai circa quattrocento abitanti della metà del XIX secolo ai novecento degli inizi del XX secolo, facendo in modo che San Biagio risultasse insufficiente a contenere tutti i fedeli.
Il 10 dicembre 1936 vennero radunati dal nuovo cappellano di Prova (e futuro primo parroco), don Marco Viale, tutti i capifamiglia, i quali decisero per la costruzione di una nuova e capiente chiesa.
Sabato 16 novembre 1940 iniziò così la costruzione della chiesa dedicata alla Presentazione della Beata Vergine Maria con la posa della prima pietra da parte del Vescovo di Vicenza mons. Ferdinando Rodolfi. Nonostante la Seconda Guerra Mondiale si decise si portare a termine la costruzione, che fu inaugurata il 22 novembre 1942 dal servita mons. fra Prospero Gustavo M. Bernardi, primo Vescovo della diocesi di Rio Branco in Brasile, all’epoca residente presso il Santuario della Madonna di Monte Berico e sostituto in questa e altre occasioni del Vescovo Rodolfi, gravemente ammalato. La chiesa sorge nella piazza principale di Prova, lungo la strada che da San Bonifacio porta a Lonigo.
Nel 1944 fu creata la parrocchia di Prova, nel 1954 si completarono le finiture e le decorazioni della chiesa e nel 1990 il Vescovo di Vicenza Pietro Nonis consacrò l’edificio sacro

## Descrizione

### Esterno

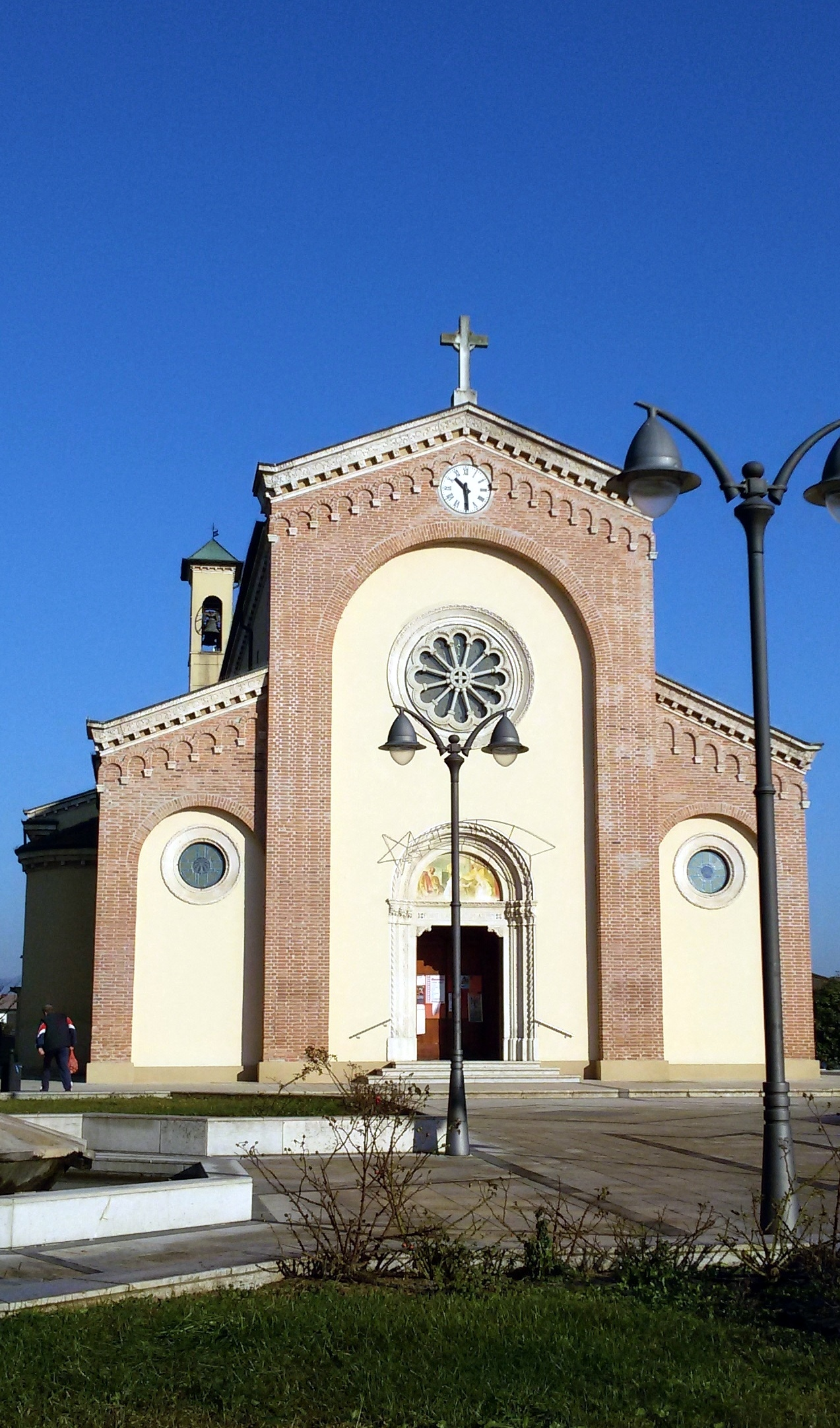
Facciata della chiesa di Prova. Sul lato sinistro si vede il campanile.

La facciata è a salienti, evidenziando già dall’esterno la divisione interna in tre navate. La muratura a vista disegna tre grandi archi a tutto sesto coronati da archetti pensili e un fregio in pietra scolpito con motivi classici. Gli stili sono mescolati, passando dal paleocristiano al romanico, dal gotico fino al primo Rinascimento.
Al centro della facciata, rialzato di tre gradini, vi è un portale strombato con lunetta in cui è dipinta la Presentazione di Maria, mentre nell’architrave risulta scolpita l’epigrafe che ricorda l’anno d’inaugurazione dell’edificio sacro.
In asse col portale vi è un rosone simil tardogotico; sopra l’arcata in mattoni vi è un orologio e al culmine della facciata una croce in pietra.
Nelle arcate laterali si apre, in alto, un oculo.

### Interno
La chiesa è suddivisa in tre navate sostenute da colonne con capitelli corinzi con archi a tutto sesto. Nella parte alta della navata centrale alcune monofore introducono la luce solare all’interno dell’edificio. Altre monofore sono presenti nelle navate laterali. Le coperture risultano essere piane.
Al di sopra della porta d’ingresso due epigrafi ricordano l’inaugurazione del 1942 e la consacrazione del 1990.
Nelle navate laterali vi sono due cappelle per parte a base semicircolare, una sorta di absidi.

Nella prima a sinistra vi è la tomba di don Mario Viale, il cui corpo fu qui portato nel 1992, mentre nella seconda vi è l’altare di San Biagio, contitolare della parrocchia, opera del 1947.

Il primo altare di destra è dedicato alla Beata Vergine Maria, con statua della Madonna col Bambino Gesù, mentre il secondo presenta un altare del XVIII secolo con statua del 1840 raffigurante il Sacro Cuore di Gesù.
Il presbiterio è anticipato da un grande arco trionfale ed è chiuso da un’abside a base semicircolare con catino dipinto e riportante la scritta in latino Ubi caritas et amor Deus ibi est cioè Dov’è carità e amore qui c’è Dio.
L'altare maggiore, con alle estremità due angeli adoranti, ricorda quello del Duomo di San Bonifacio.

## Campanile e campane

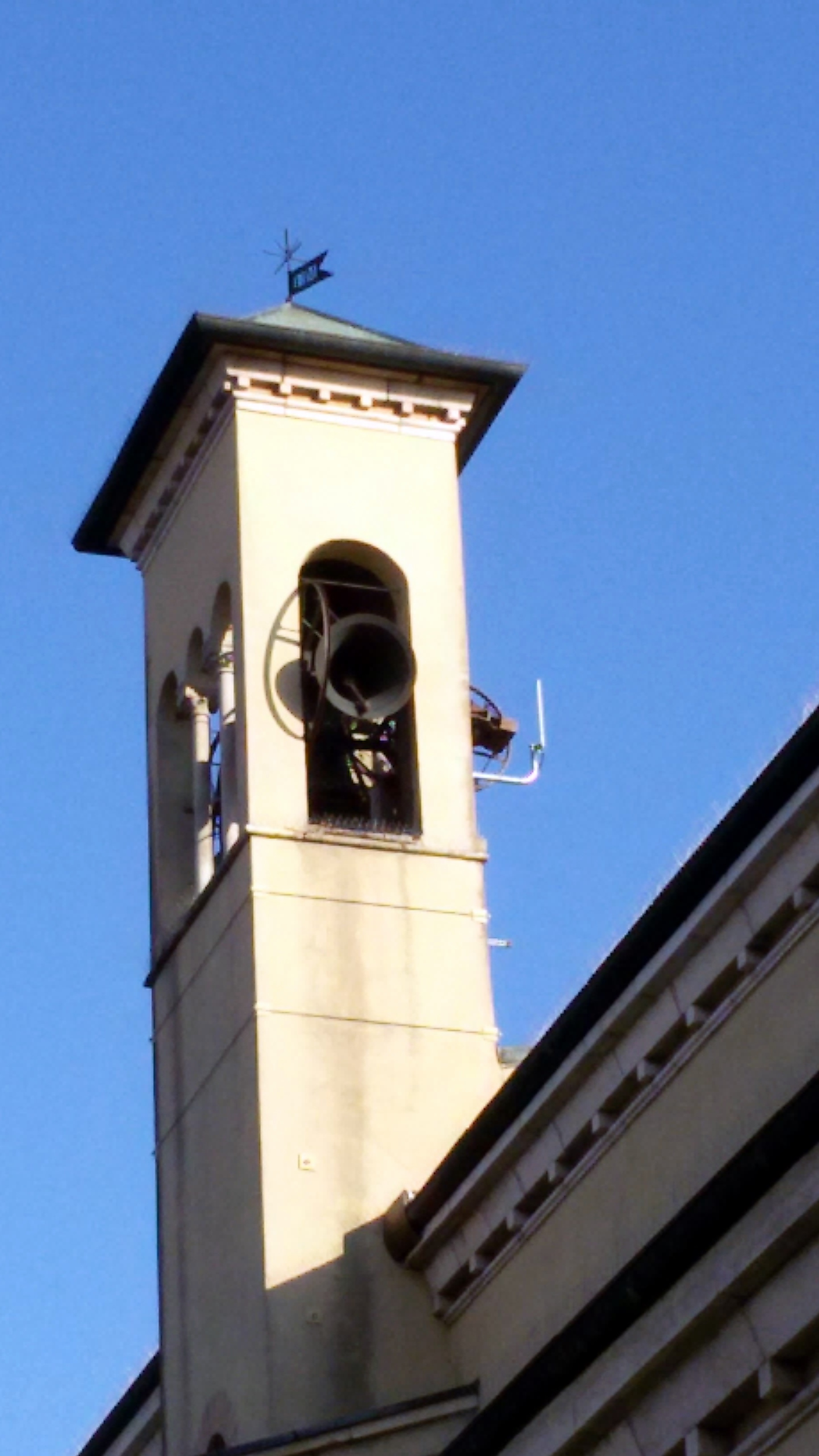
Il campanile.

Sul lato sinistro della chiesa, addossato alla zona presbiteriale, è presente un campanile di base rettangolare, con cella campanaria che presenta una monofora sul lato corto e una trifora con colonnine sul lato lungo.
La copertura è piramidale, rivestita in rame, al cui vertice è collocata una croce metallica.
Il concerto campanario collocato nella torre è composto da 5 campane in DO4 montate alla veronese e suonabili manualmente. Questi i dati del concerto:
1. DO4 - diametro 685 mm - peso 175 kg - Fusa nel 1946 da Cavadini di Verona
2. RE4 - diametro 618 mm - peso 125 kg – Fusa nel 1946 da Cavadini di Verona
3. MI4 – diametro 550 mm - peso 90 kg - Fusa nel 1946 da Cavadini di Verona
4. FA4 - diametro 510 mm - peso 70 kg - Fusa nel 1946 da Cavadini di Verona
5. SOL4 - diametro 460 mm - peso 50 kg - Fusa nel 1946 da Cavadini di Verona[7].